# Монкошиці (Опольське воєводство)
Монкошиці (пол. Mąkoszyce, нім. Mangschütz) — село в Польщі, у гміні Любша Бжезького повіту Опольського воєводства.
Населення — 799 осіб (2011).

## Демографія
Демографічна структура станом на 31 березня 2011 року:
|          | Загалом | Допрацездатний вік | Працездатний вік | Постпрацездатний вік |
| -------- | ------- | ------------------ | ---------------- | -------------------- |
| Чоловіки | 412     | 82                 | 293              | 37                   |
| Жінки    | 387     | 77                 | 233              | 77                   |
| Разом    | 799     | 159                | 526              | 114                  |